# Stacey Abrams
Stacey Yvonne Abrams (Madison, Wisconsin, 9 de desembre de 1973) és una política, advocada, novel·lista i empresària estatunidenca.
Va liderar la minoria del Partit Demòcrata a la Cambra de Representants de l'estat de Geòrgia de 2011 a 2017, i el 2018 en fou la candidata a governadora. Així, va convertir-se en la primera dona negra candidata a governadora per un dels dos grans partits dels EUA.
El febrer de 2019 fou l'escollida pels demòcrates per replicar al discurs presidencial de Donald Trump de l'estat de la unió, i va convertir-se en la primera dona negra de la història a fer-ho.

## Biografia
Va néixer a Madison (estat de Wisconsin) i va créixer amb els seus cinc germans en una llar rural i humil en Gulfport (Mississipi). La família es va traslladar a Atlanta, on els seus pares, la reverenda Carolyn i el reverend Robert Abrams es van convertir en ministres metodistes.
Va conèixer bé la situació de la sanitat als Estats Units. La família va viure les conseqüències d'haver de fer front a les factures mèdiques derivades del càncer del pare. Aquestes obligacions familiars i el deute adquirit per pagar els seus estudis universitaris van provocar algun retard en els seus pagaments a Hisenda, segons va explicar en les seves memòries publicades durant la campanya a governadora de Geòrgia.

### Estudis
Va estudiar a la Avondale High School i va ser seleccionada per al Telluride Association Summer Program. Mentre estava a l'escola secundària, va ser contractada com a mecanògrafa per a una campanya al Congrés i més tard, als 17 anys, va ser contractada com a redactora de discursos.
El 1995, Abrams es va llicenciar en Estudis Interdisciplinaris (Ciències Polítiques, Economia i Sociologia) en el Spelman College.
Mentre estava a la universitat, Abrams va treballar en el departament dedicat a la joventut a l'oficina de l'alcalde Maynard Jackson, del Partit Demòcrata, que va ser el primer alcalde negre d'Atlanta.
Més tard es va incorporar a l'Agència de Protecció Ambiental.
Com a estudiant de primer any, va participar en una protesta en les escales del Capitoli de Geòrgia en 1992 en la qual es va cremar una bandera recordant el gest de 1956 del moviment en defensa dels drets civils.
Amb el suport de la beca Harry S. Truman, dedicada a potenciar joves amb dots de lideratge, va estudiar Polítiques Públiques a la Universitat de Texas a Austin i va obtenir un màster en Assumptes Públics l'any 1998. El 1999, es va llicenciar en dret a la Facultat de Dret de Yale.

### Carrera jurídica i empresarial
Després de graduar-se de l'escola de dret, Abrams va treballar com a advocada tributària a l'empresa d'advocats Sutherland Asbill & Brennan d'Atlanta, dedicada a organitzacions exemptes d'impostos, atenció mèdica i finances públiques.
El 2010, mentre era membre de l'Assemblea General de Geòrgia, Abrams va cofundar i va exercir de vicepresidenta sènior de NOW Corp., una firma de serveis financers. També va ser cofundadora de Nourish, Inc., una companyia de begudes per a bebès i menors.
A més, Abrams va ser CEO de Sage Works, una signatura de consultoria legal.

### Trajectòria política
El 2002, als 29 anys, Abrams va ser nomenada Fiscal Adjunta de la Ciutat d'Atlanta.

#### Càmera de representants de Geòrgia (2007-2017)

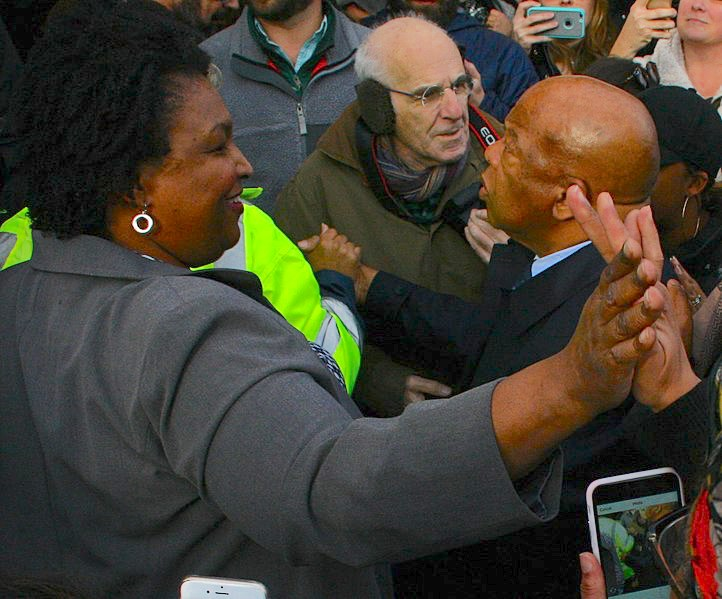
Stacey Abrams amb John Lewis, l'any 2017

Abrams va representar el Districte 89 de la Cambra de Representants, que inclou parts de la Ciutat d'Atlanta i el Comtat de DeKalb no incorporat, i participà en els comitès d'Apropiacions, Ètica, Poder Judicial No Civil, Regles i Formes i Mitjans.
De 2011 a 2017 va assumir el lideratge de la minoria del Partit Demòcrata a la Cambra de Representants. Va treballar en un programa de beques i suport al finançament de préstecs a baix interès per a estudiants, va realitzar l'anàlisi d'un projecte republicà demostrant que el 82 % de la població de Geòrgia veuria augmentar els seus impostos. També va destacar la seva feina amb els republicans per al finançament del transport públic.
Segons la revista Times, Abrams "pot presumir de manera creïble d'haver parat ella sola el major augment d'impostos en la història de Geòrgia".

#### Candidata a Governadora de Geòrgia
El 22 de maig de 2018 va guanyar Stacey Evans a les primàries demòcrates per ser candidata a governadora de Geòrgia.
Va tenir el suport de Bernie Sanders i del moviment progressista Our Revolution.
Es va convertir així en la primera dona negra als Estats Units candidata a governadora d'un gran partit. També va obtenir el suport de l'antic president dels Estats Units Barak Obama.
Amb un programa progressista en un estat tradicionalment conservador., el seu contrincant va arribar a descriure-la com la reencarnació de Bernie Sanders.

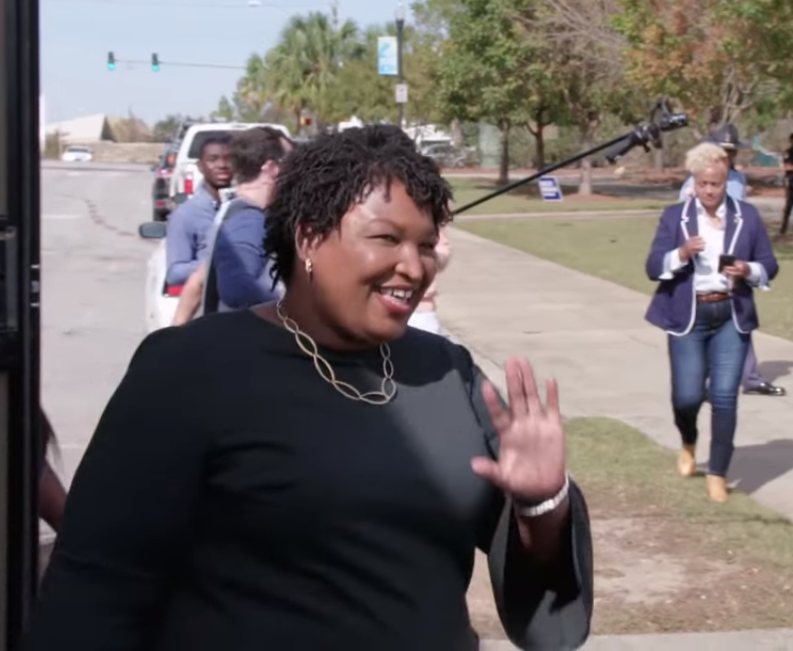
Stacey Abrams en campanya per ser escollida governadora de Geòrgia (2018)

En la seva campanya enfocada a mobilitzar el vot d'afroamericans i joves, grups que no solen participar en les eleccions, Abrams va prometre ser "la governadora de l'educació pública", i que augmentaria el pressupost en aquesta àrea després d'anys de retallades, i que ampliaria les assegurances de salut i els serveis per als drogoaddictes (un dels seus germans ho és).
Els seus índexs d'aprovació superaven per 15 punts el seu contrincant i es va perfilar com la primera governadora afroamericana dels EUA. Va perdre no obstant això per la mínima, per 2 punts, enfront del candidat republicà Brian Kemp, i es va resistir a admetre la seva derrota denunciant irregularitats electorals, entre elles la restricció del vot de la població negra, la qual cosa va contribuir a incrementar la seva popularitat entre les files del Partit Demòcrata.
Entre les causes que defensa, hi ha la denúncia de les lleis electorals dels Estats Units que dificulten el registre i l'exercici del vot dels ciutadans més desfavorits.

#### Rèplica al president a l'estat de la unió
El febrer de 2019 Abrams va ser la triada pel Partit Demòcrata per donar la rèplica al president Donald Trump al debat de l'estat de la unió. Abrams és la primera dona negra a donar la rèplica al president al debat de l'estat de la unió.

### Trajectòria literària
Abrams és autora de vuit novel·les de suspens romàntic, escrites sota el pseudònim de Selena Montgomery.

## Vida personal
La seva germana, Leslie Abrams, és jutgessa federal del Districte Mitjà de la Geòrgia.